# Lanzenbach (Steinbach)
Der Lanzenbach ist ein etwa 6 km langer Zufluss des Steinbachs in Oberbayern. Er entspringt beim Obersöcheringer Weiler Hachtsee, wird nach kurzem Lauf zum Pollinger Weiher aufgestaut und  mündet beim Weiler Steinbach in den gleichnamigen Bach.  Der Steinbach fließt weiter in die Osterseen und von dort unter dem Zweitnamen Oster-See-Ach in den Starnberger See.